# Elsa Skantze
Elsa Charlotta Skantze, född 31 augusti 1904 i Kiruna, död 30 mars 1982, var en svensk psykiater. 
Skantze, vars far var provinsialläkare, blev medicine licentiat vid Uppsala universitet 1937, innehade olika läkarförordnanden 1937–47, var andre läkare vid Sankt Lars sjukhus i Lund 1947–49, förste läkare vid Ryhovs sjukhus i Jönköping 1949–51, förste läkare och biträdande överläkare vid Ulleråkers sjukhus i Uppsala 1951–57, överläkare vid Sundby sjukhus i Strängnäs 1957–60, vid Mariebergs sjukhus i Kristinehamn 1960–69, t.f. sjukhuschef där 1963–64 och sjukhuschef 1965–67.
Elsa Skantze var barnbarns barn till riksdagsman Bengt Skantze.